# سیلویا پنکهرست
استل سیلویا پنکهرست (زاده ۱۸۸۲ - درگذشته ۱۹۶۰) فعال سیاسی و مبارز کمونیست بریتانیایی بود که برای حقوق زنان و به‌خصوص اعطای حق رای به زنان مبارزه می‌کرد. او دختر املین پنکهرست بود.